# Stu Phillips

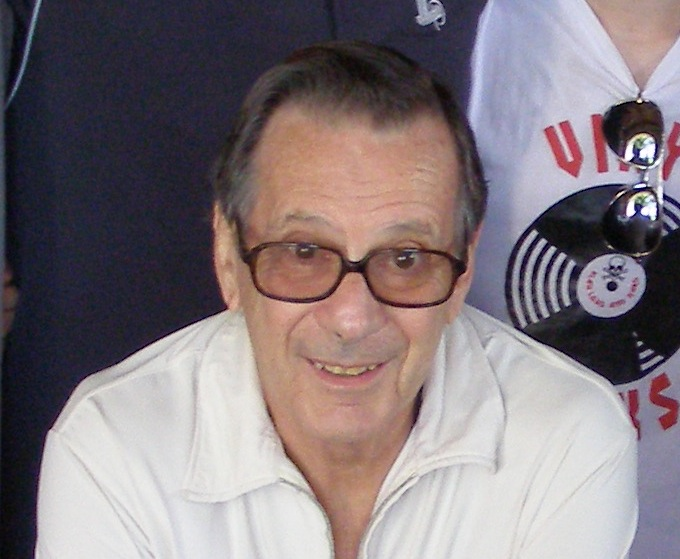
Stu Phillips, 2007

Stuart „Stu“ Phillips (* 9. September 1929) ist ein US-amerikanischer Film- und Fernsehkomponist.

## Leben
Phillips studierte Musik an der High School of Music and Art in New York City sowie an der Eastman School of Music in Rochester. Danach wurde er A&R-Manager bei Colpix Records, wo er unter anderem James Darren und Nina Simone betreute. Er wechselte zu Capitol Records, wo er das Easy-Listening-Studio-Orchester Hollyridge Strings produzierte, und schließlich zu Epic Records. 
Ab den 1960er Jahren komponierte er Musik für verschiedene Spielfilme, darunter das berühmte B-Movie Blumen ohne Duft von Russ Meyer. Ab Mitte der 1970er Jahre arbeitete er für Universal Studios; bekannt wurde er bei Universal insbesondere als Komponist der Titelmusiken von einigen Fernsehserien der 1970er und 1980er Jahre, darunter Knight Rider, Kampfstern Galactica und Quincy. Er arbeitete dabei eng mit dem Produzenten Glen A. Larson zusammen, mit dem er Anfang der 1980er Jahre zu FOX wechselte, wo er unter anderem für Ein Colt für alle Fälle und Automan komponierte.
Er war zweimal für den Grammy nominiert: 1965 mit den Hollyridge Strings in der Kategorie Best Instrumental Performance (Non-Jazz) sowie 1979 in der Kategorie Best Score Soundtrack for Visual Media für die Musik zu Kampfstern Galactica. Er Mitglied der Academy of Motion Picture Arts and Sciences.

## Filmografie (Auswahl)

### Titelmusik
- 1963: Harry’s Girls (Fernsehserie)
- 1976–1983: Quincy (Fernsehserie)
- 1978: Kampfstern Galactica (Battlestar Galactica, Fernsehserie)
- 1982–1986: Knight Rider (Fernsehserie)
- 1983–1984: Automan (Fernsehserie)

### Als Komponist
- 1962–1966: Mutter ist die Allerbeste (The Donna Reed Show, Fernsehserie)
- 1963: Der Mann vom Diners Club (The Man from the Diner’s Club)
- 1966–1968: The Monkees (Fernsehserie)
- 1966: Immer wenn er Dollars roch (Dead Heat on a Merry-Go-Round)
- 1967: Die wilden Schläger von San Francisco (Hell’s Angels on Wheels)
- 1969: Run, Angel, Run (Run, Angel, Run!)
- 1970: Blumen ohne Duft (Beyond the Valley of the Dolls)
- 1970: Verdammt, verkommen, verloren – The Losers (The Losers)
- 1973–1976: Ein Sheriff in New York (McCloud, Fernsehserie)
- 1975–1977: Die Zwei mit dem Dreh (Switch, Fernsehserie)
- 1978: The Amazing Spider-Man (Fernsehserie)
- 1978: Spider-Man schlägt zurück (Spider-Man Strikes Back, Fernsehfilm)
- 1978: Evening in Byzantium (Fernsehfilm)
- 1979–1981: Buck Rogers
- 1981–1986: Ein Colt für alle Fälle (The Fall Guy, Fernsehserie)
- 1988: Highwaymen (Fernsehserie)

## Auszeichnungen
- 1979: Grammy-Nominierung für Kampfstern Galactica